# Fülöp József (geológus)
Fülöp József (Bük, 1927. január 20. – Budapest, 1994. április 13.) állami díjas magyar geológus, egyetemi tanár, a földtudományok doktora, a Magyar Tudományos Akadémia rendes tagja. A magyarországi mezozoikumi földtani képződmények rétegtani tipologizálásának avatott tudósa, több magyarországi mezozóos formáció (Gerecse, Vértes, Bakony stb.) monográfusa volt. Életműve tudományszervezési szempontból is jelentős, egy évtizeden keresztül (1958–1969) volt a Magyar Állami Földtani Intézet igazgatója, 1968-tól 1984-ig pedig a közigazgatási szervként működő Központi Földtani Hivatal elnöke.

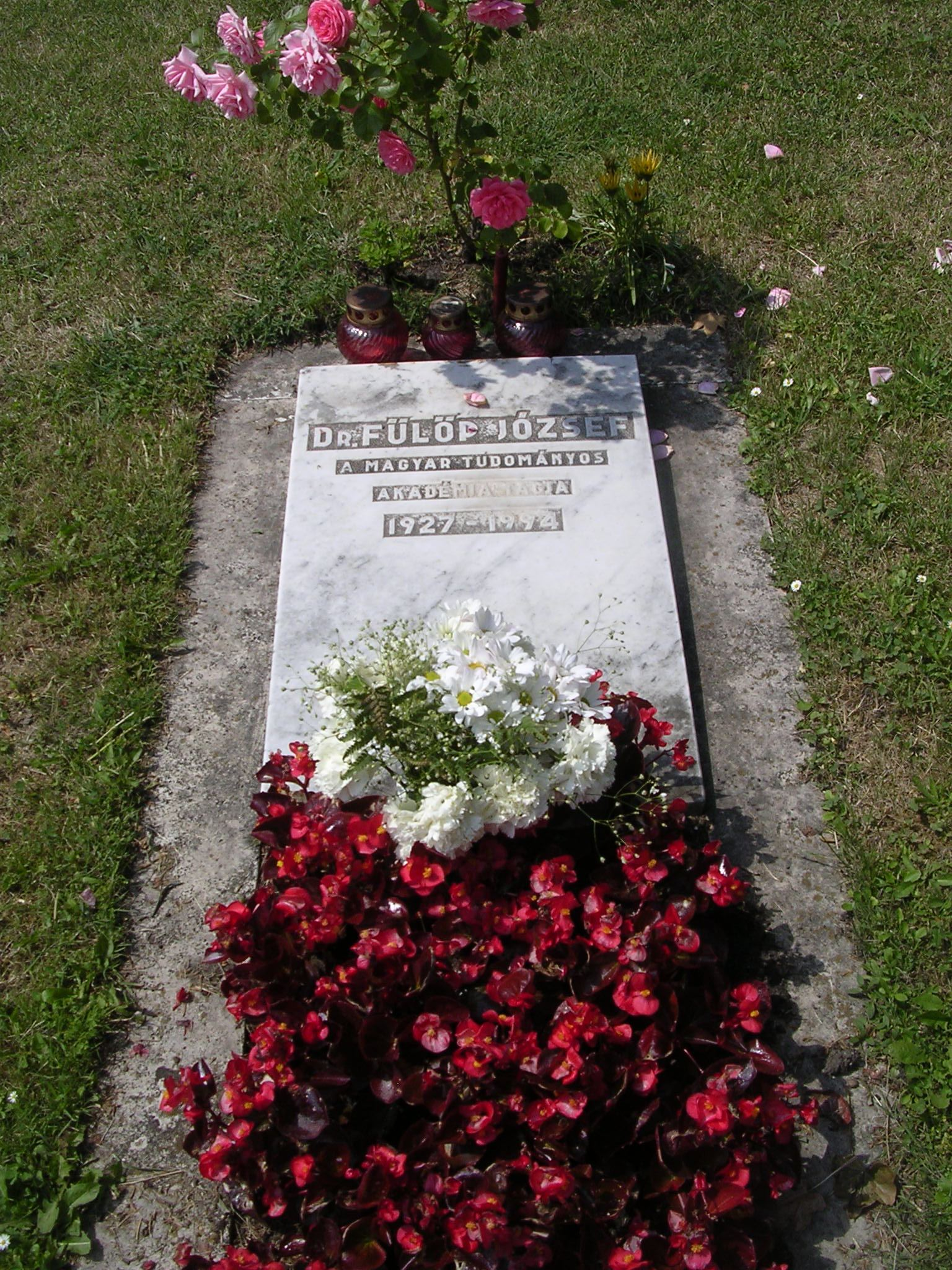
Sírja a Fiumei úti sírkertben (27-D-18)

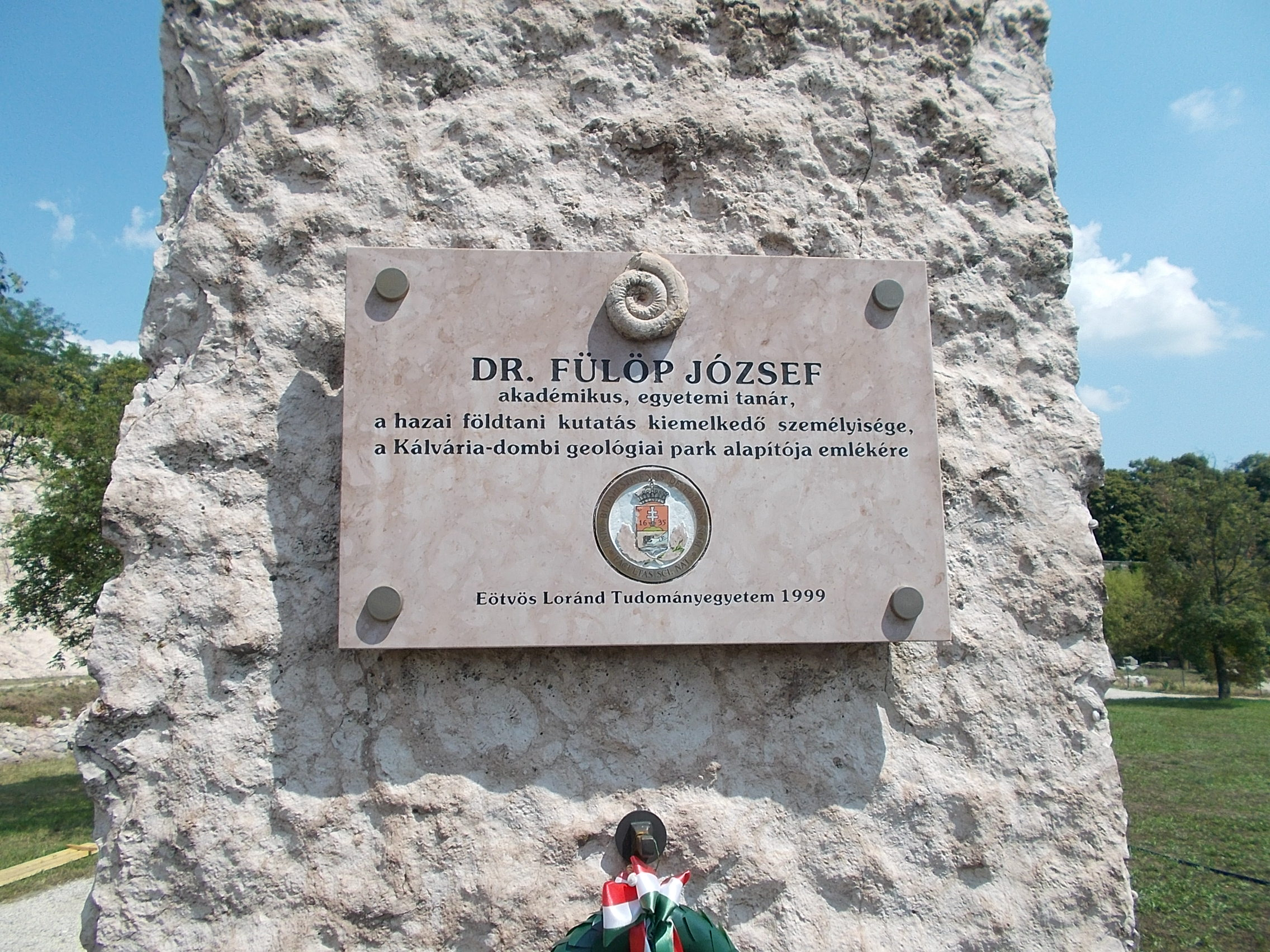
Emléktáblája a tatai Geológus Kertben

## Életútja
Édesapja asztalos volt. Középiskolai tanulmányait a kapuvári polgári iskolában, majd a soproni kereskedelmi iskolában végezte 1938 és 1946 között. 1946-ban a Pázmány Péter Tudományegyetem földrajz–közgazdaságtan tanárszakára iratkozott be. Az egyetemi évek alatt érdeklődése a földtan felé fordult, végül tanulmányait geológusi oklevéllel fejezte be 1952-ben. Már 1948-tól demonstrátorként dolgozott az egyetem földtani tanszékén, 1952-től 1954-ig pedig Vadász Elemér tanársegédjeként oktatott, egyúttal az egyetem természettudományi karának párttitkára is volt. 1954-ben a minisztertanács titkárságára került, s az ipari osztály geológus szakelőadójaként tevékenykedett 1956-ig.
1956-ban a Magyar Állami Földtani Intézet igazgatóhelyettesévé nevezték ki. 1956 októbere és 1957 júliusa között az intézet munkatársaként folytatta a munkát, majd ismét igazgatóhelyettes lett. 1957-ben megvédte kisdoktori értekezését, és a földtudományok kandidátusa lett. 1958-tól 1969-ig a Magyar Állami Földtani Intézet igazgatói tisztét töltötte be. 1962-ben megvédte akadémiai doktori disszertációját, s a föld- és ásványtudományok doktora lett. Igazgatói működésével párhuzamosan 1963 és 1964 között ideiglenesen megbízták az Eötvös Loránd Geofizikai Intézet irányításával is. 1968 és 1984 közt a Központi Földtani Hivatal elnöki feladatait látta el. 1970-ben egyetemi tanárrá nevezték ki az Eötvös Loránd Tudományegyetem geológiai tanszékére, haláláig vett részt a tanszéki oktatómunkában, egyúttal az MTA Geológiai Tanszéki Kutatócsoportját is vezette. Két cikluson át, 1984-től 1990-ig az egyetem rektori tisztét is betöltötte.

## Munkássága
Fő kutatási területe a regionális földtan, a rétegtan és az üledékföldtan volt. 1957-es kandidátusi értekezését a Gerecse kréta kori képződményeiről írta, s ez később kutatásai irányvonalát is meghatározta: elsősorban a magyarországi kréta és általában is a mezozoikum földtani vonatkozásaival foglalkozott. Monográfiáiban feldolgozta a Bakony, a Gerecse és a Vértes mezozóos rétegsorait, a Villányi-hegység triász kori, hézagos kifejlődésű dolomit- és mészkőrétegeit. Terepmunkái során 1958-ban felfedezte Magyarország első ismert őskőkorszaki tűzkőbányáit a sümegi Mogyorós-dombon és a tatai Kálvária-dombon (javaslatára később mindkét helyszínt természetvédelmi területté nyilvánították). 1959-ben ő szervezte meg Budapesten az első nemzetközi mezozóos konferenciát.
Sokat tett a sztratigráfia elméleti alapjainak megszilárdításáért, kezdeményezője és szervezője volt a földtani képződmények korszerű rétegtani tipologizálásának, a magyarországi formációnómenklatúra kialakításának. Az 1970-es években részt vett a Magyarország földtani képződményeit a nemzetközi rétegtani szempontoknak megfelelően osztályozó és besoroló országos földtani alapszelvényprogram munkálataiban.
Földtani alapkutatásait igyekezett a nyersanyagkutatás szolgálatába is állítani az ásvány- és ércképződés ősföldrajzi hátterének feltárásával. Egyebek mellett tanulmányozta a dunántúli-középhegységi bauxitképződés folyamatát, s adataira támaszkodva térképen is ábrázolta a bányaműveléssel feltárandó bauxittelepeket. Az 1960-as években a Magyar Állami Földtani Intézetben dolgozó munkatársaival összeállították Magyarország ásványi nyersanyagainak, valamint paleozóos és mezozóos képződményeinek földtani térképét. Aktív közreműködője volt az 1970-es évek közepén meginduló Eocén programnak, amely a magyarországi energiaszektor bővítéséhez szükséges nyersanyagvagyon feltárására szerveződött, és munkájuk eredményeként nyílhatott meg a bicskei hőerőművet kőszénnel ellátó oroszlányi, nagyegyházi és dorog-lencsehegyi bányaüzem.
Tudományszervezőként, szaktudománya központi intézeteinek vezetőjeként sokat tett a hazai nyersanyagkutatás szervezéséért, a szükséges laboratóriumi kapacitás fejlesztéséért, a terepi dokumentációk és minták raktározásának megoldásáért. Behatóan foglalkozott a földtani térképezés történetével és módszertanával, tudományszakja és a bányászat, a nyersanyagkutatás múltjával. 1969-ben nemzetközi szimpóziumot szervezett a Magyar Állami Földtani Intézet fennállásának centenáriumára. Az ELTE 1984 és 1990 közötti rektoraként nevéhez fűződik a tanintézet 350 éves jubileumi ünnepségsorozatának (1985) megszervezése, az egyetemi rekonstrukció keretében a lágymányosi kampusz kiépítésének megkezdése, valamint a Magyar Rektori Konferencia életre hívása (1988), amelynek első elnöke is ő lett.
Monográfiái mellett több fontos általános és regionális földtani egyetemi jegyzete, tankönyve jelent meg. 1983-tól az Acta Geologica Hungarica című szakfolyóirat alapító főszerkesztője, majd 1985-től szerkesztőbizottságának elnöke volt.

### Társasági tagságai és elismerései
1967-ben a Magyar Tudományos Akadémia levelező, 1976-ban rendes tagjává választották, emellett 1977-től 1980-ig a tudóstestület alelnöke, 1980-tól 1990-ig elnökségi tagja, 1985-től 1991-ig pedig az MTA X. Föld- és Bányászati Tudományok Osztályán belül működő földtani tudományos bizottság elnöke volt. Tiszteleti tagjai sorába fogadta a Magyar Földrajzi Társaság, 1981-ben a Magyarhoni Földtani Társulat, 1970-től 1991-ig pedig a Magyar Rétegtani Bizottság munkáját vezette elnökként. Nemzetközi elismertségét tanúsítja, hogy 1960 és 1968 között elnökölte a Nemzetközi Földtani Kongresszus Mediterrán Mezozóos Bizottságának munkáját. 1980-ban levelező tagjává választotta az Osztrák Tudományos Akadémia is, emellett 1975-től levelező tagja volt az osztrák Szövetségi Földtani Hivatalnak (GBA), 1980-tól tiszteleti tagja az Osztrák Földtani Társaságnak (ÖGG), 1981-től a Bolgár Földtani Társaságnak (BGD).
Tudományos eredményei elismeréseként 1969-ben Szabó József-, 1981-ben Hantken Miksa-emlékérmet kapott. 1983-ban többekkel megosztva – Nemecz Ernő, Schoppel János, Solymos András, Vass László és Végh Sándor mellett – az Eocén program keretein belül elvégzett munkájukért, az ásványi nyersanyagbázisok felkutatása és feltárása terén elért eredményeikért Állami Díjban részesültek. A földtani természetvédelemben elért eredményeiért 1976-ban a Pro Natura díj kitüntetettjei közé tartozott. Egyetemi oktatói munkáját 1990-ben az Eötvös Loránd Tudományegyetem a Pro Universitate emlékérem arany fokozatával ismerte el. Ezek mellett díjazottja volt a Földtani Kutatás Kiváló Dolgozója kitüntetésnek (1957), a Munka Érdemrendnek (1960), a Munka Érdemrend ezüst (1965) és arany (1969, 1978) fokozatának, valamint a Felszabadulási Jubileumi Emlékéremnek (1970).

### Főbb művei
- A Bakonyhegység alsó-kréta (berriázi-apti) képződményei. Budapest: Magyar Állami Földtani Intézet. 1964.
- A Villányi-hegység krétaidőszaki képződményei. Budapest: Magyar Állami Földtani Intézet. 1966.
- Geology of the Transdanubian Central Mountains: Guide to excursion. Budapest: Hungarian Academy of Sciences. 1968.  
  - Magyarul: Földtani kirándulás a Dunántúli Középhegységben. Budapest: Magyar Állami Földtani Intézet. 1969.  
  - Oroszul: Геология Задунайского среднегорья: Путеводитель к экскурсии. Будапешт: Венгерский геологический институт. 1969.
- Tatai mezozóos alaphegységrögök. Budapest: Műszaki. 1975.  
  - Angolul: The mesozoic basement horst blocs of Tata. Budapest: Műszaki. 1976.
- Az ásványi nyersanyagok története Magyarországon. Budapest: Műszaki. 1984.
- Bevezetés Magyarország geológiájába. Budapest: Akadémiai. 1989.
- Paleozoikum I–II. Budapest: Fényszedő Központ. 1990–1994.
- Magyarország geológiája. Budapest: Akadémiai Kiadó. 1994.